# Kehtosvaara
Kehtosvaara är en kulle i Finland.   Den ligger i den ekonomiska regionen  Fjäll-Lappland  och landskapet Lappland, i den norra delen av landet, 900 km norr om huvudstaden Helsingfors. Toppen på Kehtosvaara är 283 meter över havet.
Terrängen runt Kehtosvaara är huvudsakligen platt. Trakten runt Kehtosvaara är nära nog obefolkad, med mindre än två invånare per kvadratkilometer. Närmaste större samhälle är Levi, 12,7 km sydost om Kehtosvaara. 